# Rutela dimorpha
Rutela dimorpha är en skalbaggsart som beskrevs av Ohaus 1903. Rutela dimorpha ingår i släktet Rutela och familjen Rutelidae. Inga underarter finns listade i Catalogue of Life.